# حقل مرجان
حقل مرجان حقل نفط عراقي في غرب قضاء الكفل بمحافظة بابل جنوبي محافظة بغداد بالعراق، ذكر وزير النفط في كانون الأول سنة 2008 أن حقل مرجان ضمن حقول أعدّت لها الوزارة تطويراً شاملاً.